# Ільбеші (Моргауський район)
Ільбе́ші (рос. Ильбеши, чув. Илпеш) — присілок у Чувашії Російської Федерації, у складі Юськасинського сільського поселення Моргауського району.
Населення — 97 осіб (2010; 99 в 2002, 107 в 1979; 168 в 1939, 143 в 1926, 141 в 1897, 142 в 1858).

## Історія
Історичні назви — Ільбаш, Ільбяш; до 1930 року — Альбеші. Утворився як околоток села Преображенське (Чуваська Сорма). До 1866 року селяни мали статус державних, займались землеробством, тваринництвом. 1931 року створено колгосп «Знам'я». До 1927 року присілок перебував у складі Селоустьїнської та Чувасько-Сорминської волостей Ядрінського повіту. 1927 року присілок переданий до складу Аліковського району, 1944 року — до складу Моргауського, 1959 року — повернутий до складу Аліковського, 1962 року — до складу Чебоксарського, 1964 року — повернутий до складу Моргауського району.

## Господарство
У присілку діє фермерське господарство «Ударник».